# Rennrodel-Weltcup 1981/82
Die Weltcupsaison 1981/82 im Rennrodeln begann am 7. Dezember 1981 in Igls in Österreich und endete am 21. Februar 1982 in Königssee. Ein weiterer Saisonhöhepunkt war die Rennrodel-Europameisterschaft in Winterberg.
Gesamtweltcupsieger wurden bei den Frauen Angelika Schafferer aus Österreich, bei den Männern Ernst Haspinger aus Italien und bei den Doppelsitzern das Duo Günther Lemmerer/Reinhold Sulzbacher aus Österreich.
Die Saison wurde an sechs Weltcupstationen ausgetragen.

## Weltcupergebnisse
| Datum                | Ort               | Disziplin     | Sieger                             | Zweiter                              | Dritter                              |
| -------------------- | ----------------- | ------------- | ---------------------------------- | ------------------------------------ | ------------------------------------ |
| 7./8. Dezember 1981  | Igls              | Einsitzer (F) | Marie-Luise Rainer                 | Vera Zozuļa                          | Monika Auer                          |
| 7./8. Dezember 1981  | Igls              | Einsitzer (M) | Sergej Danilin                     | Ernst Haspinger                      | Gerhard Sandbichler                  |
| 7./8. Dezember 1981  | Igls              | Doppel (M)    | Georg Fluckinger Franz Wilhelmer   | Helmut Brunner Alfred Silginer       | Günther Lemmerer Reinhold Sulzbacher |
| 16./17. Januar 1982  | Imst              | Einsitzer (F) | Marie-Luise Rainer                 | Monika Auer                          | Elena Porossowa                      |
| 16./17. Januar 1982  | Imst              | Einsitzer (M) | Paul Hildgartner                   | Ernst Haspinger                      | Hansjörg Raffl                       |
| 16./17. Januar 1982  | Imst              | Doppel (M)    | Karl Brunner Hansjörg Raffl        | Volker Sotzmann Volker Dietrich      | Georg Fluckinger Franz Wilhelmer     |
| 23./24. Januar 1982  | Königssee         | Einsitzer (F) | Melitta Sollmann                   | Steffi Martin                        | Bettina Schmidt                      |
| 23./24. Januar 1982  | Königssee         | Einsitzer (M) | Sergej Danilin                     | Ernst Haspinger                      | Uwe Handrich                         |
| 23./24. Januar 1982  | Königssee         | Doppel (M)    | Hans Stangassinger Franz Wembacher | Hans Rinn Hans-Jörg Ludwig           | Günther Lemmerer Reinhold Sulzbacher |
| 30./31. Januar 1982  | Hammarstrand      | Einsitzer (F) | Elena Porossowa                    | Elena Perminowa                      | Vera Zozuļa                          |
| 30./31. Januar 1982  | Hammarstrand      | Einsitzer (M) | Michael Walter                     | Uwe Handrich                         | Bernhard Glass                       |
| 30./31. Januar 1982  | Hammarstrand      | Doppel (M)    | Volker Sotzmann Volker Dietrich    | Juris Eisaks Einars Veikcha          | Günther Lemmerer Reinhold Sulzbacher |
| 6./7. Februar 1982   | Tatranská Lomnica | Einsitzer (F) | Vera Zozuļa                        | Mária Jasenčáková                    | Elena Porossowa                      |
| 6./7. Februar 1982   | Tatranská Lomnica | Einsitzer (M) | Sergej Danilin                     | Ernst Haspinger                      | Petr Urban                           |
| 6./7. Februar 1982   | Tatranská Lomnica | Doppel(M)     | Norbert Huber Hansjörg Raffl       | Günther Lemmerer Reinhold Sulzbacher | Juris Eisaks Einars Veikcha          |
| 20./21. Februar 1982 | Königssee         | Einsitzer (F) | Steffi Martin                      | Ute Weiß                             | Marie-Luise Rainer                   |
| 20./21. Februar 1982 | Königssee         | Einsitzer (M) | Michael Walter                     | Gerhard Sandbichler                  | Sergej Danilin                       |
| 20./21. Februar 1982 | Königssee         | Doppel(M)     | Hans Stangassinger Franz Wembacher | Georg Fluckinger Franz Wilhelmer     | Juris Eisaks Einars Veikcha          |

## Weltcupstände

### Frauen
| Rang | Rodlerin           | Land        |
| ---- | ------------------ | ----------- |
| 1.   | Vera Zozuļa        | Sowjetunion |
| 2.   | Marie-Luise Rainer | Italien     |
| 3.   | Monika Auer        | Italien     |
| 4.   | Elena Porosowa     | Sowjetunion |
| 5.   | Elena Perminowa    | Sowjetunion |
| 6.   | Ute Weiss          | DDR         |

### Männer
| Rang | Rodler              | Land        |
| ---- | ------------------- | ----------- |
| 01.  | Ernst Haspinger     | Italien     |
| 02.  | Sergej Danilin      | Sowjetunion |
| 03.  | Michael Walter      | DDR         |
| 04.  | Gerhard Sandbichler | Österreich  |
| 05.  | Bernhard Glass      | DDR         |
| 06.  | Uwe Handrich        | DDR         |

### Doppelsitzer
| Rang | Duo                                         | Land        |
| ---- | ------------------------------------------- | ----------- |
| 01.  | Günther Lemmerer/Reinhold Sulzbacher        | Österreich  |
| 02.  | Georg Fluckinger/Franz Wilhelmer            | Österreich  |
| 03.  | Juris Eisaks/Einars Veikcha                 | Sowjetunion |
| 04.  | Hans Stanggassinger/Franz Wembacher         | BRD         |
| 05.  | Volker Sotzmann/Volker Dietrich             | DDR         |
| 06.  | Hansjörg Raffl/Karl Brunner (Norbert Huber) | Italien     |